# Giải Mai Vàng 2018
Lễ trao giải Mai vàng lần thứ 24–2018' do báo Người lao động tổ chức đã diễn ra tại Nhà hát Thành phố Hồ Chí Minh vào lúc 20 giờ (UTC+7) ngày 12 tháng 1 năm 2019. Chương trình được dẫn bởi diễn viên Danh Tùng và ca sĩ Minh Hằng, và được truyền hình trực tiếp trên kênh VTV9.

## Giải thưởng và đề cử
(Đề cử đoạt giải được in đậm)
| Nam ca sĩ nhạc nhẹ | Nữ ca sĩ nhạc nhẹ |
| --- | --- |
| - Bùi Anh Tuấn – "Chốn cũ" - Đức Phúc – "Còn yêu ai đâu mà rời đi" - Soobin Hoàng Sơn – "I know you know" - Noo Phước Thịnh – "Những kẻ mộng mơ" - Sơn Tùng M-TP – "Chạy ngay đi"                                       | - Đông Nhi – "Giả vờ say" - Khởi My – "Người lạ thoáng qua" - Mỹ Tâm – "Người hãy quên em đi" - Hương Tràm – "Duyên mình lỡ" - Vũ Cát Tường – "Leader & If"                                                  |
| Top 10 nghệ sĩ của năm | Ca khúc |
| \| - Bùi Anh Tuấn - Noo Phước Thịnh - Đông Nhi - Phương Anh Bolero - Tố My - Mặt trời vẫn đến mỗi ngày \| - Lâm Vỹ Dạ - Trung Dũng - Khả Như - Thuý Ngân - Ngô Kiến Huy - Phận mồ côi - Vở nhạc kịch Tiên Nga \|        | - Đi tìm tình yêu - Mặt trời vẫn tới mỗi ngày - Những kẻ mộng mơ - Nói với em rằng |
| Ca sĩ dòng nhạc âm hưởng dân ca và truyền thống cách mạng | Nhóm hát |
| - Phương Anh Bolero – "Mưa chiều miền Trung" - Thu Hằng – "Thương gái xa nhà" - Tố My – "Kẻ thứ ba" - Phi Nhung – "Phận mồ côi" - Quỳnh Trang – "Sao anh nỡ đành quên"                                                  | - Monstar – "Giữ lấy làm gì" - LIME – "I'm your fan" - P336 – "Hit The Road" - Uni5 – "Sai" |
| Nam diễn viên điện ảnh – truyền hình | Nữ diễn viên điện ảnh – truyền hình |
| - Trung Dũng – Gạo nếp gạo tẻ (vai Kiệt) - Minh Luân – Con gái bố già (vai Dương Dũng) - Nhan Phúc Vinh – Ngày ấy mình đã yêu (vai Tùng)                                                                                | - Thuý Ngân – Gạo nếp gạo tẻ (vai Hân) - Phan Thị Mơ – Hoa hồng thép (vai Ngân) - Lê Phương – Gạo nếp gạo tẻ (vai Hương) - Nhã Phương – Ngày ấy mình đã yêu (vai Hạ) - Thu Quỳnh – Quỳnh búp bê (vai My Sói) |
| Nam diễn viên sân khấu | Nữ diễn viên sân khấu |
| - Võ Minh Lâm – Bên đàng dệt mộng (vai Hoàng) - Kim Tử Long – Rạng ngọc Côn Sơn (vai Nguyễn Trãi) - Thành Lộc – Tiên Nga (vai Nguyễn Đình Chiểu) - Vũ Lân – Hồn của đá (vai Vịnh)                                       | - Khả Như – Mua chồng (vai Lành) - Lê Khánh – Tiên Nga (vai Kim Liên) - Lê Phương – Tiên Nga (vai Kiều Nguyệt Nga) - Trinh Trinh – Hồn của đá (vai Thanh)                                                    |
| Người dẫn chương trình truyền hình | Diễn viên hài |
| - Ngô Kiến Huy – Thách thức danh hài - Đại Nghĩa – Giọng ải giọng ai - Khả Như – Ca sĩ thần tượng - Trấn Thành – Người bí ẩn, Nhanh như chớp nhí - Đình Toàn – Đấu trường ẩm thực                                       | - Lâm Vỹ Dạ – 7 nụ cười Xuân - Huỳnh Lập – Tấm Cám chuyện Huỳnh Lập kể - Hoài Linh – Ơn giời cậu đây rồi! - Xuân Nghị – Căn nhà câm nín - Trấn Thành – Giọng ca bí ẩn                                        |
| Phim điện ảnh – truyền hình | Video ca nhạc |
| - Gạo nếp gạo tẻ (truyền hình) - Mật mã hoa hồng vàng (truyền hình) - Ngày ấy mình đã yêu (điện ảnh) - Quỳnh búp bê (truyền hình) - Siêu sao siêu ngố (điện ảnh)                                                        | - "Chốn cũ" – Bùi Anh Tuấn - "Mặt trời vẫn tới mỗi ngày" – Bảo Lan & Dung Trần - "Người hãy quên em đi" – Mỹ Tâm - "Những kẻ mộng mơ" – Noo Phước Thịnh - "Phận mồ côi" – Phi Nhung                          |
| Vở diễn sân khấu | Chương trình truyền hình |
| - Tiên Nga (Sân khấu kịch Idecaf) - Hiu hiu gió bấc (Sân khấu kịch Hoàng Thái Thanh) - Mua chồng (Nhà hát Thế Giới Trẻ) - Thủy tinh - đứa con thứ 101 (CLB Buffalo) - Tổ quốc nơi cuối con đường (Nhà hát Thế Giới Trẻ) | - Nhanh như chớp (HTV7) - Giọng ca bí ẩn (HTV7) - Giọng hát Việt nhí (VTV3) - Hát mãi ước mơ (HTV7) - Sao nối ngôi nhí (THVL)                                                                                |
| - Bùi Anh Tuấn - Noo Phước Thịnh - Đông Nhi - Phương Anh Bolero - Tố My - Mặt trời vẫn đến mỗi ngày | - Lâm Vỹ Dạ - Trung Dũng - Khả Như - Thuý Ngân - Ngô Kiến Huy - Phận mồ côi - Vở nhạc kịch Tiên Nga |

## Khách mời trao giải
| Thứ tự | Khách mời                      | Giải thưởng                                               |
| ------ | ------------------------------ | --------------------------------------------------------- |
| 1      | Công Ninh, Phan Thị Mơ         | Nam/Nữ diễn viên sân khấu                                 |
| 2      | NSND Bạch Tuyết, NSƯT Hữu Châu | Diễn viên hài                                             |
| 3      | Quyền Linh, Vân Trang          | Nam/Nữ diễn viên điện ảnh – truyền hình                   |
| 4      | Hứa Cao Chí, Dương Cẩm Lynh    | Người dẫn chương trình truyền hình                        |
| 5      | Minh Luân, Bảo Lan             | Nhóm hát                                                  |
| 6      | Nhan Phúc Vinh, Tiểu Vy        | Ca sĩ dòng nhạc âm hưởng dân ca và truyền thống cách mạng |
| 7      | Đức Tuấn, Bùi Phương Nga       | Nam/Nữ ca sĩ nhạc nhẹ                                     |

## Trình diễn đặc biệt
| Thứ tự | Nghệ sĩ                                                                         | Màn trình diễn                                                                     |
| ------ | ------------------------------------------------------------------------------- | ---------------------------------------------------------------------------------- |
| 1      | Lưu Hiền Trinh, Sara Lưu                                                        | Hoa Xuân Ca (Sáng tác: Trịnh Công Sơn)                                             |
| 2      | NSƯT Thành Lộc, Lê Khánh Quốc Trung, Bảo Cường và các diễn viên sân khấu Idecaf | "Kim Liên hành thích Vương Phiên cứu Sơn Hà" (Trích đoạn trong vở kịch "Tiên Nga") |
| 3      | P336, Võ Hạ Trâm Trung Quân Idol, Xuân Mai                                      | "Mặt trời vẫn tới mỗi ngày" (Sáng tác: Bảo Lan, Dung Trần)                         |
| 4      | Hồ Trung Dũng                                                                   | "Xin lỗi" (Sáng tác: Hồ Tiến Đạt)                                                  |
| 5      | Noo Phước Thịnh                                                                 | "Gọi tên mùa xuân" (Sáng tác: Nguyễn Hoàng Duy)                                    |